# I Don't Wanna
I Don't Wanna è un brano R&B della cantante statunitense Aaliyah prodotto da Donnie Scantz e Kevin Hicks e scritto dai due insieme a Johntá Austin e Jazze Pha. Il pezzo è apparso per la prima volta sulla colonna sonora del film Next Friday alla fine del 1999, per poi essere inserito anche nella track-listing della colonna sonora di Romeo deve morire. Il brano è stato pubblicato come singolo per promuovere entrambi i dischi, e senza l'aiuto di un videoclip e di una forte promozione, è arrivato al numero 5 della Billboard Hot R&B/Hip-Hop Singles & Tracks ed è entrato nella top40 della Billboard Hot 100.

## Composizione e testo
È il primo singolo della cantante a vantare una partecipazione alla scrittura del testo di Jazze Pha (produttore di vari brani del futuro album I Care 4 U) e di Johnta Austin (autore del futuro successo Miss U). Il pezzo si distacca abbastanza dalla precedente produzione di Aaliyah, essendo una canzone priva di elementi e contaminazioni derivanti dall'hip-hop, ma piuttosto un brano R&B di facile orecchiabilità dotato di un sound abbastanza pop. Il testo vede una ragazza parlare in prima persona al proprio fidanzato, dicendogli che non vuole lasciarlo, nonostante i problemi di coppia che hanno, perché non vuole essere sola e non vuole stare senza di lui. Prosegue chiedendo di poter ricominciare daccapo e risolvere tutti i problemi.
Esiste anche un remix della canzone che non ha mai trovato una distribuzione ufficiale, e che presenta un cameo della rapper Trina. La strofa eseguita da Trina è molto aggressiva e sessualmente esplicita, e si allontana dalle tonalità morbide e pop della versione originale.

## Ricezione
Il singolo ha ottenuto un'ottima ricezione nella radio USA, che gli ha permesso di diventare il sesto singolo della cantante ad entrare nella top40 statunitense, arrivando alla posizione numero 35. Nelle classifiche R&B il successo è stato maggiore: il pezzo è arrivato al numero 5, divenendo il quinto singolo dell'artista ad entrare nella top10 e il quarto ad entrare n top5. Il buon successo del singolo ottenuto nelle radio ha aperto la strada al secondo singolo tratto dalla colonna sonora di Romeo Deve Morire, Try Again. I Don't Wanna segna il ritorno in classifica di Aaliyah dopo quasi due anni.

## Classifiche
| Classifica (2000)                               | Posizione |
| ----------------------------------------------- | --------- |
| U.S. Billboard Hot 100                          | 35        |
| U.S. Billboard Hot 100 Airplay                  | 26        |
| U.S. Billboard Hot R&B/Hip-Hop Singles & Tracks | 5         |
| U.S. Billboard Hot R&B/Hip-Hop Airplay          | 3         |
| U.S. Billboard Rhythmic Top 40                  | 22        |

## Tracce
In Europa il brano è stato pubblicato come doppio CD singolo insieme a Come Back in One Piece.
1. I Don't Wanna - 4:14
2. Come Back In One Piece (radio version) feat. DMX - 3:41
3. Come Back In One Piece (album version) feat. DMX - 4:18
4. Come Back In One Piece (video)